# 卡韦苏埃拉德尔瓦列
卡韦苏埃拉德尔瓦列，是西班牙埃斯特雷马杜拉卡塞雷斯省的一个市镇。总面积57平方公里，总人口2213人（2001年），人口密度39人/平方公里。